# David Halberstam
David Halberstam (New York, 1934. április 10. – Menlo Park, Kalifornia, 2007. április 23.) amerikai újságíró és történész, aki a vietnámi háborúról, politikai, történelmi témákról írt munkáival vált ismertté. Írásai jelentek meg az üzleti élettel, a médiával, az amerikai kultúrával kapcsolatban. Idősebb korában sportújságírással foglalkozott. Kapcsolatba került a polgárjogi mozgalommal. 1964-ben külpolitikai riportjaiért, tudósításaiért Pulitzer-díjat kapott. 2007-ben autóbalesetben vesztette életét egy utazás során, melynek célja anyaggyűjtés volt a következő könyvéhez.

## Élete

### Fiatalkora és tanulmányai
Halberstam New York-ban Charles A. Halberstam és (Levy) Blanche fiaként, zsidó családba született. Édesapja iskolai tanár volt. A Connecticut állambeli Winstedben nőtt fel, ahol Ralph Nader is osztálytársa volt. Miután Yonkersbe (New York állam) költözött, a Roosevelt Gimnázium tanulójaként 1951-ben érettségizett. 1955-ben a Harvard College-ban végzett, ahol osztályában a tanulmányi rangsor alapján a diákok alsó harmadába tartozott és AB fokozatú diplomát szerzett. Tanulmányai befejezése után a Harvard Crimson című lap ügyvezető szerkesztője lett.

### Pályafutása
Újságírói tevékenységét a Mississipi állambeli West Pointban, a Daily Times Leader nevű újságnál kezdte, ami Mississipiben a legkisebb napilap volt. Ő tudósított a Nashwille Tennessean című újságért folytatott polgárjogi mozgalom kezdeteiről. John Lewis később kijelentette, hogy Halberstam volt az egyetlen újságíró, aki tudósított a nashville-i ülősztrájkról.

### Vietnám
Halberstam 1962 közepén érkezett Vietnámba mint a The New York Times tudósítója, aki teljes munkaidejét vietnámi munkájára fordíthatta. Sok más amerikai riporterhez hasonlóan, akik Vietnámból tudósítottak, Halberstam is nagy mértékben támaszkodott azokra az információkra, amelyeket Pham Xuân Ântól kapott. Róla később kiderült, hogy a Vietkong titkos ügynöke volt. A New York Times-ban megjelent riportjaiért, beleértve Thych Quâng Dúc vietnámi szerzetes öngyilkosságáról – melynek szemtanúja volt – írt beszámolóját, 1963-ban megkapta a George Polk-díjat. A buddhista válság idején ő és Neil Sheehan leleplezték a Diem-rezsim állítását, hogy a Vietnámi Köztársaság hadseregének reguláris alakulatai követték el a buddhista templomok elleni brutális támadásokat. De ezt a Diem testvérekhez és Nhu hadsereg-parancsnokhoz lojális különleges erők követték el, hogy hamisan megvádolhassák a hadsereg tábornokait. Halberstam is belekeveredett egy Nhu titkos rendőrségével folytatott verekedésbe, miután újságíró társát, Peter Arnettet leütötték, mialatt a sajtó munkatársai egy buddhista tiltakozásról tudósítottak.
Halberstam 30 éves korában, 1964-ben hagyta el Vietnámot, és ebben az évben kapta meg a Pulitzer-díjat külpolitikai riportjai elismeréseként. 1968-ban, a vietnámi háborúról szóló dokumentumfilmben, melynek a címe „A disznó évében”, interjút készítettek vele.

### Polgárjogi mozgalom és Lengyelország
Az 1960-as évek közepén Halberstam tudósított a polgárjogi mozgalomról a The New York Times számára. Egy riport készítésének céljából Lengyelországba küldték, ahol a „vasfüggöny mögötti csábításnak” engedve egy bohém művész lett hamarosan. Ennek a megigézésnek lett az eredménye házasságkötése 1965. június 13-án Elzbieta Czyzewska-val, aki abban az időben az egyik legnépszerűbb fiatal színésznő volt. Házasságuk 12 évig tartott.
Kezdetben a kommunista rezsim jól fogadta, de két évvel később persona non grata lett, a New York Times-ban publikált egyik cikke miatt, melyben a lengyel kormányt kritizálta. Férjének kiutasítása Czyzewska karrierjét is negatívan befolyásolta abban az országban, ahol nagy sztár volt és milliók imádták, emiatt ő követte a férjét. 
1967 tavaszán Halberstam együtt utazott Martin Luther King-gel New York City-ből Clevelandbe, majd Berkeley-be (Kalifornia) a Harper’s számára írt cikk kapcsán. A cikk címe „Martin Luther King második visszatérése” volt. Eközben a Times-nál nem dolgozott, mert anyagot gyűjtött a könyvéhez, melynek címe „A mocsár : Amerika és Vietnám a Kennedy-érában” (Halberstam ebben fejti ki a „mocsár-teóriáját").

### Külpolitika, média
Halberstam következő írása „A legjobb és a legfényesebb” címet kapta. Ez Kennedy elnök vietnámi háborúval kapcsolatban hozott külpolitikai döntéseiről szól. A „The Powers That Be” (magyarul Mert övék a hatalom címen jelent meg) című könyvét 1972-ben kezdte írni és 1979-ben jelent meg. Ebben az amerikai média nagy titánjai közül a CBS vezérének William S.Paley-nek, a Time főnökének, Henry Luce-nek és a The Washington Post vezetőjének, Phil Graham-nek az alakját rajzolta meg.
1980-ban Halberstam testvérét, a kardiológus Michael J. Halberstam-et egy szökésben lévő elítélt betörő, Benard C. Wlch Jr. az otthonába behatolva lelőtte. Bátyja meggyilkolásával kapcsolatosan született Halberstam nyilvános megszólalása, amikor ő és Michael özvegye bírálta a Life magazint, mivel az 1981. februári számában közölte egy belső oldalon Michael gyilkosának a börtönben készült színes fotóját és ezért a tettesnek 9000 dollárt fizetett.
Halberstam 1991-ben írta „A következő évszázad” című írását, amelyben arról szól, hogy a hidegháború után az Egyesült Államok valószínűleg gazdaságilag más államok, például Japán és Németország mögé kerül.

### Írások a sportról
Karrierje későbbi korszakában Halberstam érdeklődése a sport felé fordult. Ekkor publikálta a The Breaks of the Game című írását, amelyben az olvasó betekinthetett Bill Walton és a Portland Trail Blazers kosárlabda csapat életébe 1979-80-ban. A Summer of ’49 című írása a New York Yankees és a Boston Red Sox baseball csatájáról, az 1964 World Series a New York Yankees és a St. Louis Cardinals közötti „versenyfutásról” szól a bajnoki címért. A Playing for Keeps pedig egy könyv Michael Jordanról 1999-ből. A The Teammates: A Portrait of a Friendship című írása a különböző csapattagok közötti viszonyra fókuszál az 1940-es Boston Red Sox-ban. A The Education of a Coach a New England Patriots vezető edzőjéről, Bill Belichick-ről jelent meg. A sportról szóló sok írása, különösen a baseballról írt könyvei, legalább annyira összpontosítanak a játékosok személyiségére és a korra, amelyben éltek, mint magára a játékra, a mérkőzésekre.
Halberstam különösen az 1949. évi Yankees-t és a Red Sox-ot ábrázolta úgy, mint egy nemes korszak szimbólumait, amikor a kékgalléros sportolók szerényen törekedtek a sikerre és a középosztályhoz tartoztak, nem kerestek milliókat, nem sértették meg a tulajdonosokat és nem beszéltek vissza a sajtónak. 1997-ben Halberstam megkapta az Elijah Parish Lovejoy kitüntetést és ugyanebben az évben nyerte el a Colby College-ban a jogi doktori fokozatot.

### Idősebb kora
Miután 1960-ban négy könyvet publikált, közöttük a The Noblest Roman regényt, a The Making of a Quagmiere-t és a The Unfinished Odyssey of Robert Kennedy-t, 1970-es években három, az 1980-as években négy könyvet, és az 1990-es években hat könyvet írt. Ezek közt volt 1999-ben a The Children, amelyben kronologizálta a Nashville-i egyetemisták mozgalmát 1959 és 1962 között. Négy további könyvet írt a 2000-es években és halála idejéig még két másik könyvön is dolgozott.
Könyvet írt a New York City ikertornyok elleni terror akció kapcsán, Firehouse címen, melyben a New York-i tűzoltók 40 tűzoltókocsija és 35 létrás autója legénységének életét ábrázolta. A The Coldest Winter: America and the Korean War volt Halberstam utolsó, befejezett könyve, ami 2007 szeptemberében, már posztumusz jelent meg.

### Halála
Halberstam 2007. április 23-án egy közlekedési balesetben vesztette életét a Kalifornia állambeli Menlo-ban, 13 nappal 73. születésnapja után. A Giants és a Baltimore Colts közötti 1958. évi döntőről írt könyvet és ehhez gyűjtött anyagot. Ennek kapcsán volt úton, hogy interjút készítsen Y.A. Tittle-vel a New York Giants, korábban a San Franciscó-i 49-esek hátvédjével. Halberstam halála után a könyv megírását Frank Gifford vállalta magára, aki az 1958-as mérkőzésen a vesztes New York Giants-ban játszott. A könyv címe a The Glory Game lett és 2008 októberében Harper Collins adta ki David Halberstam-nek ajánlva.

### Mások mentorálása
Howard Bryant, aki 2005-ben a szteroidoknak a baseballban történő felhasználásáról ír könyvet, melynek címe Juicing the Game volt, nyilatkozta Halberstam segítségéről: „ Ő adott nekem útirányt és helyes gondolkodásmódot.” Bryant szerint Halberstam mutatta meg, hogyan lehet kezelni egy ellentmondásos, nem fikciós témát, amikor azt mondta: „Gondolj három vagy négy pillanatra, amelyek szerinted a legfontosabbak a megadott időkeretben. Azután gondolj arra, mit tett a vezetőség. Nem kell bonyolultnak lennie. Mi történt és mit tettek a vezetők? S ez a Te könyved.”

## Bírálatok
Marguerite Higgins, aki Saigonban Diem leghűségesebb zsurnalisztája volt és a koreai háborúból küldött hadi tudósításaiért Pulitzer-díjat nyert, akit fiatalabb női kollégái, mint Neil Sheehan, Peter Arnett, valamint Halberstam gyakran megszorongatott, állította, hogy hátsó szándékaik voltak, mert a háború elvesztéséért szurkoltak és írásaikban azt akarták bizonyítani, hogy igazuk van.
A konzervatív had- és diplomáciatörténész, Mark Moyar azt kritizálta, hogy Halberstam együtt más vietnámi tudósítókkal, mint Neil Sheehan és Stanley Karnow, segítette 1963-ban a Diem elnök elleni puccsot, az USA kormányának küldött negatív információkkal mind újságcikkeiben mind privát leveleiben, mindezt azért, mert szerintük Diem nem vette ki eléggé a részét a háborús erőfeszítésekből. Moyar szerint sok információjuk fals és félrevezető volt. Sheehan, Karnow és Halberstam is Pulitzer-díjat kapott a háborúban végzett újságírói tevékenységéért.
Michael Young szerkesztő szerint Halberstam Vietnámot egy morális tragédiának látta, amelyben az amerikai önhittség vezetett a bukáshoz. Young állítja, hogy Halberstam mindent az emberi akaratra redukált, a szereplőket a szélesebb történelmi erők ügynökeként ábrázolva, akik egy hollywoodi film csúcspontjaként, sorsszerűen lépnek színre.

## Díjak és kitüntetések
- 2009: Norman Mailer díj, a kiváló újságírásért
- 1964: Pulitzer-díj a nemzetközi tudósításokért Malcolm W. Browne-val közösen.

## Könyvei
- The Noblest Roman. Houghton Mifflin. 1961. ASIN: B0007DSNRM. (novel)
- The Making of a Quagmire: America and Vietnam During the Kennedy Era. McGraw-Hill. 1965. ISBN 0-07-555092-X.[23]
- One Very Hot Day. Boston: Houghton-Mifflin. 1967. ASIN B000HFUAT4. (novel)
- The Unfinished Odyssey of Robert Kennedy. Random House. 1968. ISBN 0-394-45025-6
- Ho. McGraw-Hill. 1971. ISBN 0-07-554223-4
- The Best and the Brightest. Ballantine Books. 1972. ISBN 0-449-90870-4
- The Powers That Be. Alfred A. Knopf. 1979. ISBN 0-252-06941-2
- The Breaks of the Game. Ballantine Books. 1981. ISBN 0-345-29625-7
- The Amateurs: The Story of Four Young Men and Their Quest for an Olympic Gold Medal. Ballantine Books. 1985. ISBN 0-449-91003-2. – about the sport of rowing
- The Reckoning. Avon Books. 1986. ISBN 0-380-72147-3
- Summer of '49. New York: William Morrow & Co. 1989. ISBN 0-6880-6678-X
- The Next Century. Random House. 1991. ISBN 0-517-09882-2
- The Fifties. Ballantine Books. 1993. ISBN 0-449-90933-6
- October 1964. Ballantine Books. 1994. ISBN 0-449-98367-6
- The Children. Ballantine Books. 1999. ISBN 0-449-00439-2
- Playing for Keeps: Michael Jordan and the World He Made. Broadway Books. 1999. ISBN 0-7679-0444-3
- War in a Time of Peace: Bush, Clinton, and the Generals. Scribner. 2001. ISBN 0-7432-2323-3
- Firehouse. 2002. ISBN 0-7868-8851-2
- The Teammates: A Portrait of a Friendship. Hyperion. 2003. ISBN 0-7868-8867-9
- The Education of a Coach. Hyperion. 2005. ISBN 1-4013-0879-1
- The Coldest Winter: America and the Korean War. Hyperion. 2007. ISBN 1-4013-0052-9
- The Glory Game: How the 1958 NFL Championship Changed Football Forever. HarperCollins. 2008. ISBN 0-06-154255-5. – in progress at Halberstam's death; completed by Frank Gifford

## Magyarul
- Mert övék a hatalom, 1-2.; szerk., jegyz. Szuhay-Havas Ervin, ford. Félix Pál; Európa, Budapest, 1988

## Fordítás
- Ez a szócikk részben vagy egészben  a   David_Halberstam című angol Wikipédia-szócikk ezen változatának fordításán alapul.  Az eredeti cikk szerkesztőit annak laptörténete sorolja fel. Ez a jelzés csupán a megfogalmazás eredetét és a szerzői jogokat jelzi, nem szolgál a cikkben szereplő információk forrásmegjelöléseként.